# Holdaar
Holdaar est un groupe de national socialist black metal russe, originaire de Kaliningrad. Formé en 2004 par Skilar Blackwings, la première démo du groupe est publiée la même année. Le groupe compte quatre albums studio entre 2006 et 2010 publiés au label Armour Get Dawn Productions. 
En plus du national-socialisme, Holdaar aborde les thèmes du paganisme et de la guerre.

## Biographie
Holdaar est formé en 2004 à Kaliningrad, par Skilar Blackwings. La même année, le groupe enregistre une première démo, intitulée Fear of Sanity. La même année, le groupe enregistre leur première démo Repulsive by the Light. Après ça, le groupe se mettra à écrire en russe. 
Entre 2005 et 2006, Holdaar publie trois autres démos : Грядёт Россия!, Закат Европы et Противление. En 2007, Skilar Blackwings écrit les 16 chansons de leur premier album, Противление, publié au label A.G.D. Productions. L'album est également distribué aux États-Unis bureau par Negative Existence (Atlanta). En 2008, le groupe sort l'album Путь к Солнцу. Au début de 2009, les labels A.G.D. Productions et Cyberborea Records, publie le troisième album studio du groupe Рождение Героя. Il est distribué aux États-Unis etr en Europe via Negative Existence et United Guttural Records.
Le 20 janvier 2010, le label Nymphaea Records publie leur quatrième album, Год 120-й. En juin 2010, le chanteur et guitariste Incubus quitte le groupe à cause de divergences créatives, et pour se concentrer sur son propre projet musical appelé Kolohorth. À partir de ce moment, Holdaar devient un one man band. Un peu plus tard, à l'automne 2010, Holdaar publie l'EP Si vis pacem, para bellum, qui contient des postes non-publiées enregistrées entre 2006 et 2009. L'album contient une reprise de la chanson Man of Iron du groupe suédois Bathory. La même année, le projet est rejoint par Alexander Sandra Laureano (Thunderstorm, Autumn Tales, Kein Zuruck, Therion) au chant et à la basse. En juin 2011, le groupe publie l'album Дети Сумерек Богов dans lequel Alex chante pour la première fois.
En mai 2012, le label Nymphaea Eecords publie un album dédié à Holdaar, intitulé Противостояние, composé par des musiciens russes, biélorusses et croates. En décembre 2012, le label italien Frozen Darkness sortent leur album Sunset of Europe. Il se compose de chansons enregistrées en 2006. En 2013 sort leur album Где Не Место Рабу chez Nymphaea Records. En 2014 sort leur album Времена Уходящие В Небо.
En été 2015 aux États-Unis, Black Metal Cult Records réédite les premiers albums du groupe, Противление et Рождение Героя. En novembre 2015, leur album Агисхьяльм (Aegishjalmur) est publié au label More Hate Productions. En mai 2016, Black Metal Cult Records publie Army of Winter limité à 500 exemplaires.

## Membres

### Membres actuels
- Skilar Blackwings – chant, guitare, basse, clavier, batterie (depuis 2004)[1]
- Alexey Lapshov – chant (depuis 2011)[1]

### Ancien membre
- Sandra Laureano – basse, chant[1]
- Andrey – guitare, chant, instruments acoustiques (2011-?)[1]
- Incubus – guitare, chant (2007-2010, 2013)[1]

## Discographie

### Albums studio
- 2007 : Противление
- 2008 : Путь к Солнцу
- 2009 : Рождение Героя
- 2010 : Год 120-й
- 2011 : Дети Сумерек Богов
- 2012 : Sunset of Europe
- 2013 : Где Не Место Рабу
- 2014 : Времена Уходящие в Небо
- 2015 : Агисхьяльм
- 2016 : Воинство Зимы
- 2016 : The Secrets of the Black Arts - A Tribute to Black Metal Scene
- 2017 : Твоя Война

### Démos
- 2004 : Repulsive by the Light
- 2005 : Противление
- 2006 : Грядёт Россия!
- 2006 : Закат Европы

### EPs
- 2011 : Morituri Te Salutant
- 2013 : Battle Not Over
- 2013 : Леса хранят булатный звон Руси
- 2014 : Локотская Русь
- 2014 : Fuckin Metal Thunder
- 2015 : I'm Out of Control
- 2015 : Thunderer
- 2016 : Голод вечной зимы

### Singles
- 2005 : Ragnarok
- 2013 : Raubritter
- 2013 : К тени завоевателя
- 2014 : Божий воин
- 2015 : Кавалерист
- 2015 : Sturm und Drang